# ویلیام بکلین
ویلیام بکلین (انگلیسی: William Becklean؛ زادهٔ ۲۳ ژوئن ۱۹۳۶) قایقران روئینگ اهل ایالات متحده آمریکا بود.
وی در مسابقات کشوری و بین‌المللی در مجموع برندهٔ ۱ مدال طلا شده‌است.